# Celaeno (stjärna)
Celaeno, även betecknad 16 Tauri, är en stjärna i stjärnbilden Oxen och Plejadernas öppna stjärnhop (M45).

## Egenskaper
Celaeno är en blåvit underjätte med en skenbar magnitud på +5,45. Den är belägen ungefär 430 ljusår från solen; ungefär samma avstånd som Plejaderna. Den projicerade rotationshastigheten är 185 km/s. Stjärnans radie är över fyra gånger så stor som solens, och dess yttemperatur är 12 800 K.

## Nomenklatur
16 Tauri är stjärnans Flamsteed-beteckning.
Den har det traditionella namnet Celaeno (eller Celeno) och kallades för ”den sista plejaden” av Theon av Alexandria. Celaeno var en av de sju Plejaderna i den grekiska mytologin. År 2016 anordnade Internationella astronomiska unionen (IAU) en arbetsgrupp för stjärnnamn (WGSN) för att katalogisera och standardisera stjärnnamn. WGSN godkände namnet Celaeno för den här stjärnan den 21 augusti 2016 och den är nu så inskriven i IAU-katalogen över stjärnnamn.